# Jared Homan
Jared William Homan (Remsen, Iowa, 6 de marzo de 1983) es un exjugador de baloncesto estadounidense nacionalizado búlgaro. Su último club fue el Maccabi Ashdod B.C. de la Liga de Israel. Con 2,08 metros de estatura, juega en la posición de ala-pívot o de pívot.

## Trayectoria deportiva

### Universidad
Jugó cuatro temporadas con los Cyclones de la Universidad Estatal de Iowa, en las que promedió 9,0 puntos, 6,2 rebotes y 1,9 tapones por partido. En su última temporada fue incluido en el tercer mejor quinteto de la Big 12 Conference, tras liderar la conferencia en tapones, con 2,1 por partido.

### Profesional
Tras no ser elegido en el Draft de la NBA de 2005, firmó su primer contrato profesional con el Maroussi BC de la A1 Ethniki griega, donde jugó una temporada en la que promedió 7,3 puntos y 4,5 rebotes por partido. De ahí pasó al Daegu Orions de la liga de Corea, y en noviembre de 2006 fichó por el Mersin BB turco, donde mejoró sus números hasta los 13,0 puntos y 6,8 rebotes por encuentro.
La temporada siguiente jugaría en el WKS Śląsk Wrocław polaco, y en 2008 fichó por el Cibona Zagreb, donde jugó una temporada en la que promedió 10,9 puntos y 5,3 rebotes por encuentro, jugando además en la Euroliga. Regresó al Maroussi BC en 2009, de donde pasó a otro de los grandes clubes europeos, la Virtus Bologna italiano, donde jugó una temporada como titular, promediando 10,9 puntos y 7,9 rebotes por partido, acabando como cuarto mejor reboteador de la Lega.
Comenzó la temporada 2011-12 en Bolonia, pero tras cuatro partidos fue despedido tras golpear a su entrenador Alessandro Finelli, fichando por el Bayern de Múnich de la Basketball Bundesliga. Allí acabó la temporada promediando 14,5 puntos y 7,8 rebotes por partido. Renovó por una temporada con el equipo bávaro, fichando en 2013 por el BC Spartak de San Petersburgo ruso, donde jugó una temporada en la que promedió 14,0 punots y 7,7 rebotes por partido.
En octubre de 2014 fichó por el Eskişehir Basket turco, donde jugó una temporada como titular promediando 8,9 puntos y 6,7 rebotes por encuentro. En febrero de 2016 fichó por el Maccabi Ashdod B.C. de la Liga de Israel, donde jugó doce partidos hasta tinal de temporada, promediando 5,4 puntos y 4,8 rebotes.